# JR貨物ZM8A形コンテナ

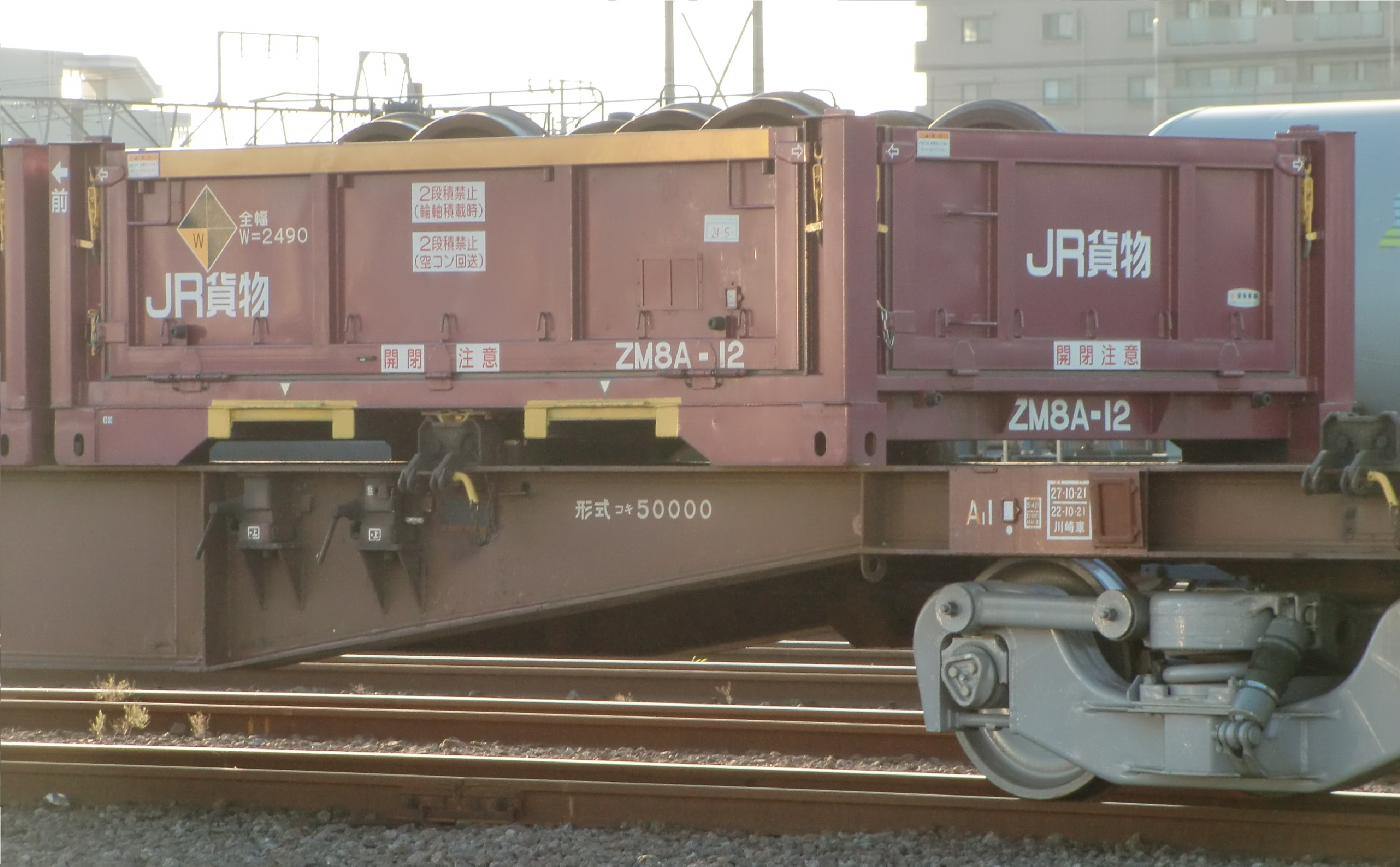

JR貨物ZM8A形コンテナ（JRかもつZM8Aがたコンテナ）は、日本貨物鉄道（JR貨物）の事業用無蓋鉄道コンテナである。2008年（平成20年）に登場した。
なお、本項では製造目的の共通する以下のコンテナについても記述する。
- JR貨物ZM8B形コンテナ
- JR貨物ZM8C形コンテナ
- JR貨物ZM8D形コンテナ

## ZM8A形

### 試作型（900番台）
広島支社で車軸輸送用として使用中のC20形改造のAP形置き換えを目的としており、2個が落成した。全幅が2490 mmと広く、ハローマークが貼られている。
JRFマークのほか、動物のイラストが張られており、901がクマ、902がサカナである。扉のない側面はコルゲート状になっている。上部の帯は901が黄色、902が灰色である。

### 量産型（0番台）
東急車輛製造和歌山事業所にて、20個ほどが、北海道向けに製造された。上部の帯はすべて黄色である。
JRFマークの代わりにJR貨物と書かれており、側面は額縁で囲まれたの平版に、2本の縦棒が入ったものとなっている。

## ZM8B形
東急車輛製造和歌山事業所にて、試作の900番台3個が落成後、量産型が8個落成した。外観デザイン等は、試作・量産型共にZM8A形に準じている。試作型に貼られている動物は、901がイヌ、902がサル、903がトリである。上部の帯は901が桃色、902が緑色、903が青色、量産型が灰色である。

## ZM8C形
2009年（平成21年）に、M2A形より改造された。右側にJRFマークが貼られている。ZM8C-1~3、ZM8C-51・52が確認されている。

## ZM8D形
2016年（平成28年）に、CIMCにて20個が製造された。各支社で運用されている。

構造は19G形に準じており、扉のない側面はコルゲート状になっている。
| スタブアイコン | サブスタブ | この項目は、まだ閲覧者の調べものの参照としては役立たない、鉄道に関連した書きかけの項目です。この項目を加筆・訂正などしてくださる協力者を求めています（P:鉄道/PJ:鉄道）。 |